# (28183) Naidu
Pour les articles homonymes, voir Naidu.
(28183) Naidu est un astéroïde de la ceinture principale d'astéroïdes.

## Description
(28183) Naidu est un astéroïde de la ceinture principale d'astéroïdes. Il fut découvert le 21 novembre 1998 à Socorro (Nouveau-Mexique) par le projet LINEAR. Il présente une orbite caractérisée par un demi-grand axe de 2,26 UA, une excentricité de 0,10 et une inclinaison de 2,1° par rapport à l'écliptique.

## Compléments